# Batalla d'Angaon
La batalla d'Angaon es va lliurar el 28 de novembre de 1803 en el marc de la Segona Guerra Anglo-Maratha en què Arthur Wellesley de Wellington, de la Companyia Britànica de les Índies Orientals va derrotar l'exèrcit de la Confederació Maratha de Raghoji II Bhonsle, raja de Nagpur dirigit pel seu germà Venkaji i el de Daulat Rao Scindia. La batalla va suposar la conquesta del Fort de Gawilgarh (15 de desembre) pel general Stevenson, i va comportar el Tractat de Deogaon (19 de desembre) en el que Raghuji Bhonsla va fer diverses cessions i va renunciar als territoris a l'oest del riu Wardha.